# Station Słupsk
Station Słupsk is een spoorwegstation in de Poolse plaats Słupsk.